# 봉황

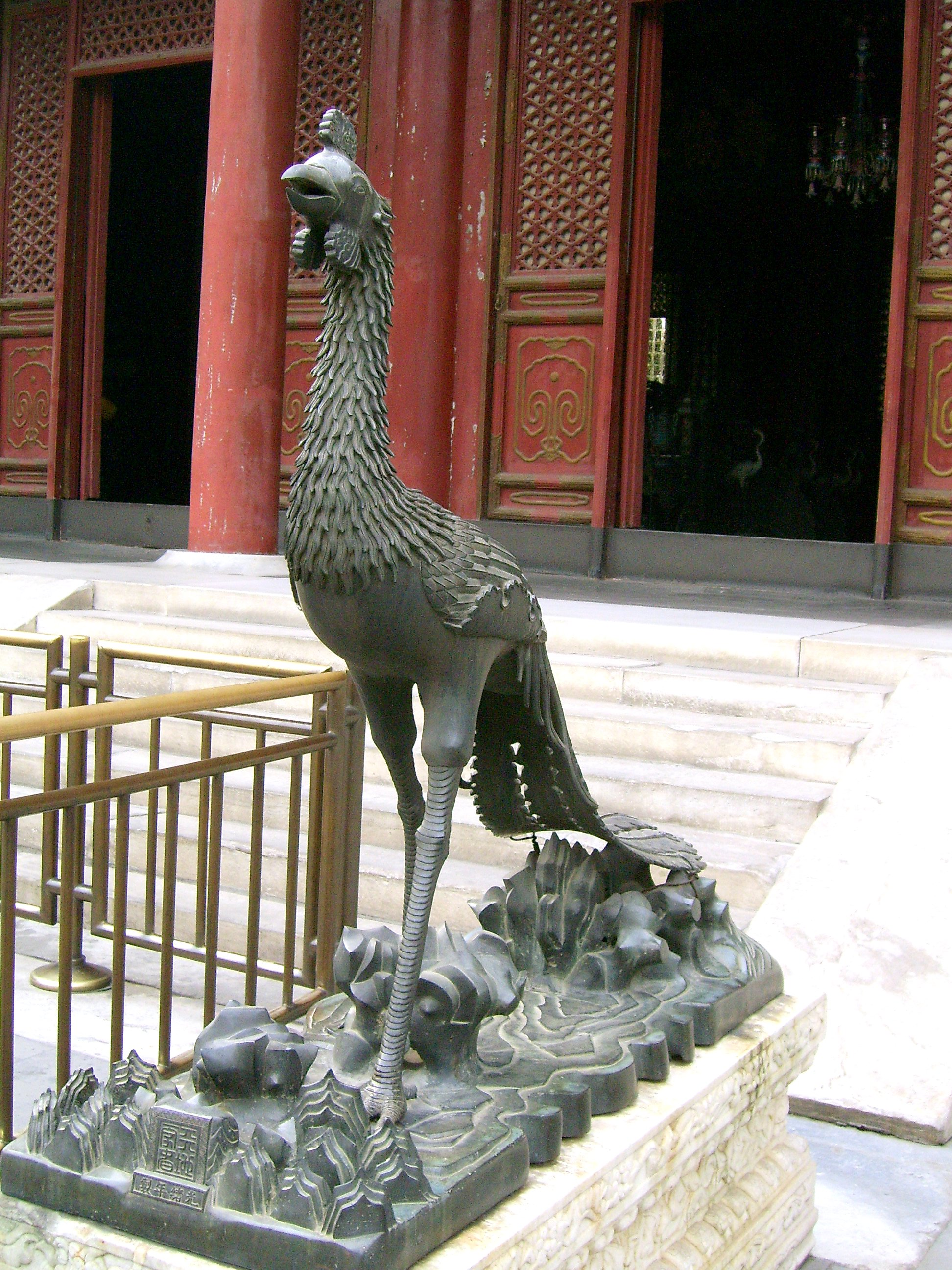
봉황

봉황(鳳凰)은  중국의 신화 및 전설에 나오는 상상의 동물이다. 봉황은 모든 새의 우두머리라고도 불리며, 고구려 고분 벽화에 태양을 상징하는 삼족오 앞에 봉황을 탄 피리부는 신선이 있다. 삼족오 뒤에는 용이 있으며, 고구려 고분 벽화에 따르면 봉황은 개벽의 상징이다. 고구려 고분벽화 봉황에 올라탄 신선이 피리를 부는 모습은 규원사화 조판기에서 관(피리관)상천제사라는 내용과도 일치한다.
말하면 봉황은 합성된 단어로 수컷은 ‘봉(鳳)’, 암컷은 ‘황(凰)’이라고 하는데, 암수가 한 쌍으로 만나면 금실이 매우 좋다고 한다. 성군(聖君)이 출현하거나 세상이 태평성대일 때 나타난다고 알려져 있다.
우리나라는 현재 경복궁의 동쪽 편에 있다하여 창경궁과 동궐이라 불린 창덕궁의 정전 인정전에 있다. 황룡은 경복궁의 근정전에 있고, 봉황은 창덕궁 인정전에 있는 것이다.
광화문에 주작등 문에 있는 경우도 있지만 근정전과 인정전처럼 정전의 천장에 새겨놓는 경우가 더 많다. 봉황이 인정전을 잘 지켜주기를 바라는 마음에 인정전에 새겼다고 한다.

## 모습
봉황의 모습에 대해서는 여러 가지 설이 있어 문헌마다 조금씩 다르게 묘사하고 있지만 일반적으로 가장 많이 알려진 모습은 크기가 1m 이상 되고, 머리는 닭, 턱은 제비, 목은 뱀, 다리는 학, 꼬리는 물고기, 깃털은 원앙, 등은 거북, 발톱은 매를 닮았으며, 오색찬란한 빛(빨강, 파랑, 노랑, 하양, 검정 등의 5색)으로 빛나는 몸에 다섯 가지의 아름다운 울음소리를 내며, 벽오동에 서식하며, 예천(醴川)을 마시고 천년에 한 번 열리는 대나무의 열매(죽실)만을 먹고 산다고 한다.
봉황의 몸의 각 부분에는 다섯 가지 의미가 있는데, 가슴은 인(仁)을, 날개는 의(義)를, 등은 예(禮)를, 머리는 덕(德)을, 배는 신(信)을 나타낸다고 한다. 또 우주 전체를 의미하기도 하는데, 머리는 태양을, 등은 달을, 날개는 바람을, 꼬리는 나무와 꽃을, 다리는 대지에 각기 해당한다.

## 상징
또한 360 종류의 새의 수장이라고 일컬어지는 새의 군주와도 같은 상서로운 존재로 봉황이 하늘을 날면 많은 새가 그 뒤를 따라 날며, 봉황이 죽으면 많은 새들이 탄식하며 슬피 운다고 한다. 또한 봉황은 살아있는 벌레를 먹거나 해를 입히지 않고, 살아있는 풀 위에 앉지 않는 것으로 알려져 있다.
중국에서는 측천무후가 상징으로 봉황을 사용했으며 측천이라는 이름에서 알 수 있듯이 스스로 하늘이라고 주장했다. 즉, 봉황은 하늘의 상징이다. 중국은 대대로 하늘임을 주장하지 않고 하늘의 후손 천자(天子)임을 주장하며, 자신들이 다스리는 나라를 하늘이라 표현하지 않고 하늘의 다스림을 받는다는 표현인 천하(天下)라고 표현했으며 용을 천자의 상징으로 사용했다. 고대 은나라의 갑골문에는 봉황이 상제의 사자로 땅으로 내려왔다는 구절이 있다.
한국에서는 예부터 스스로를 하늘의 자손이라고 여겨 하늘과 땅을 연결하는 매체로서 새를 중요시하였는데, 그 중에서도 봉황을 특히 ‘신조’(神鳥)라 하여 새 가운데 가장 으뜸이라고 쳐서 신성시하였다. 조선 시대에는 봉황의 생김새와 행동거지가 임금이 마땅히 지녀야 할 덕목이라고 여겨 임금의 상징으로 삼아 현 왕조 시대가 태평성대임을 강조하였으며, 지금도 대한민국의 대통령을 상징하는 문양으로 사용되고 있고, 일부 상장, 상패, 휘장, 한복에서 봉황을 볼 수 있으며, 군부대가 대통령에게 경례하거나 사열받을 때 연주하는 곡의 이름이기도 하다.

## 사진

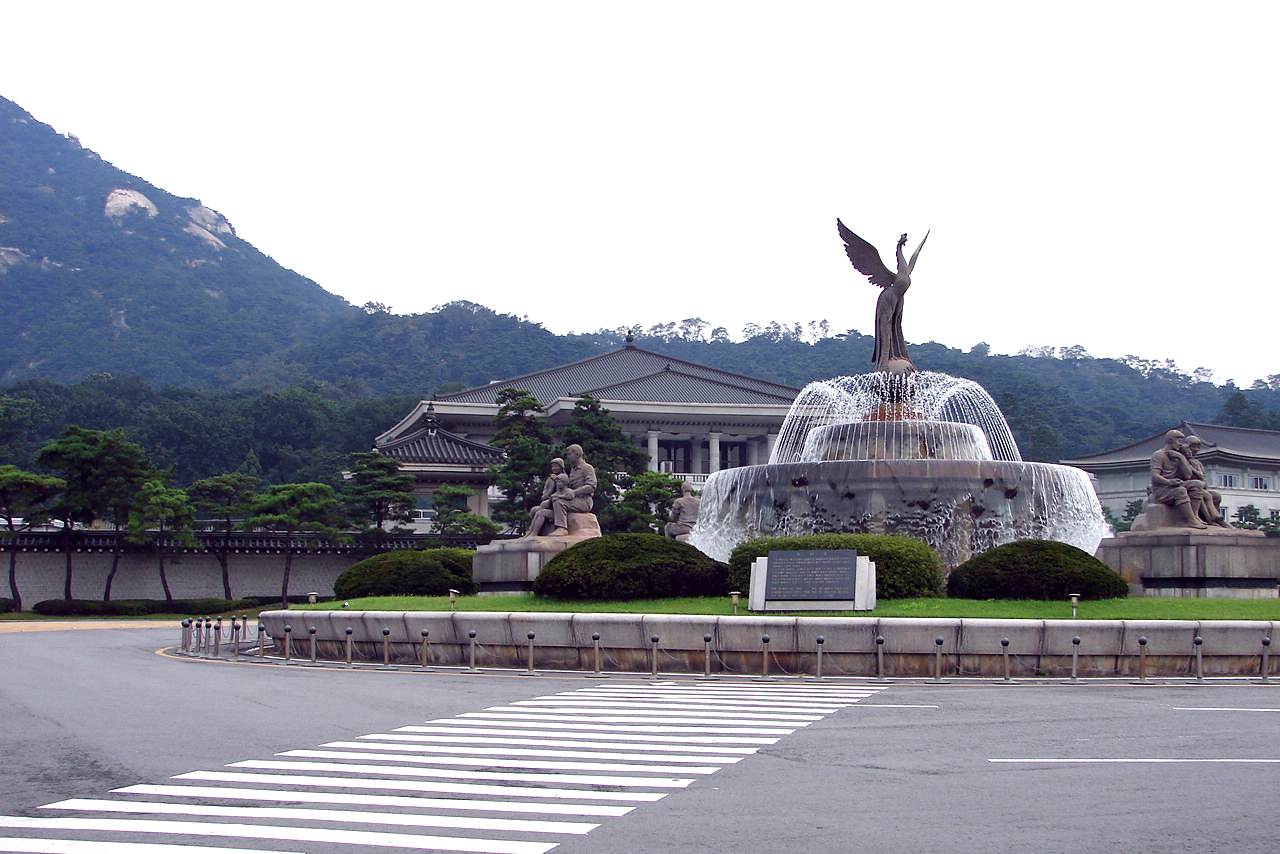
청와대 봉황상
대한민국의 대통령 휘장의 봉황
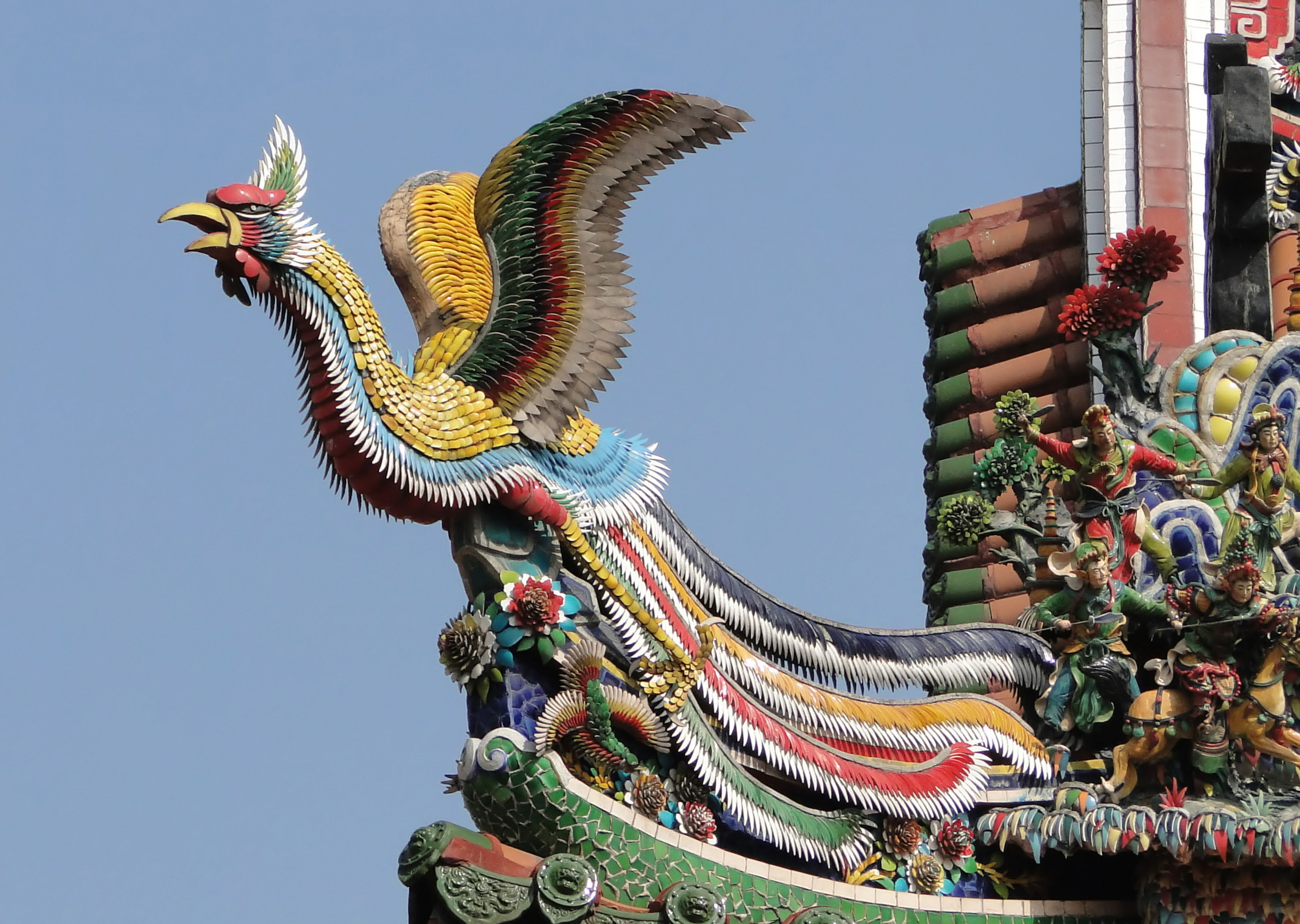
봉황(용산사)

## 같이 보기
- 중국 신화
- 사령 (신화)
- 뵤도인
- 불새 (슬라브 전설)
- 가루다
- 불새 (만화)
- 불사조
- 피닉스 프로그램
- 시무르그
- 투룰